# Trajektorie

obr. 1: trajektorie s vyznačením bodů v různých časových okamžicích

Trajektorie (též pohybová křivka) je geometrická čára prostorem, kterou hmotný bod nebo těleso při pohybu opisuje. Jedná se tedy o množinu všech poloh (hmotného) bodu, kterými během svého pohybu prošel.
Trajektorií může být přímka, úsečka, kružnice, elipsa či jakákoliv obecná křivka. Podle tvaru trajektorie dělíme pohyb na přímočarý a křivočarý. Tvar trajektorie je závislý na volbě vztažné soustavy.
Trajektorii pohybu lze vyjádřit pomocí polohového vektoru {\displaystyle \mathbf {r} } jako funkci času {\displaystyle t}, tzn. {\displaystyle \mathbf {r} =\mathbf {r} (t)} – na obrázku zobrazen modrou šipkou. Vektor {\displaystyle \mathbf {r} } má začátek v počátku souřadného systému.
Délka trajektorie se nazývá dráha. Je to vzdálenost, kterou hmotný bod opíše za určitou dobu a značí se obvykle s. Dráha je funkcí času {\displaystyle s=s(t)} a základní jednotkou je metr.

### Příklad závislosti tvaru trajektorie na volbě vztažné soustavy

obr. 2: trajektorie ve tvaru cykloidy

Mějme bod na obvodu jedoucího kola. 
Zvolíme-li za vztažnou soustavu: 
- zemi, trajektorií bude tzv. cykloida,
- automobil (ke kterému kolo patří), trajektorií bude kružnice,
- Slunce, trajektorií bude obecná (patrně velmi složitá) křivka.

Budeme-li místo bodu na obvodu kole sledovat střed daného kola, a vztažnou soustavou bude země, půjde o pohyb přímočarý a trajektorií bude přímka.